# مارغريت ماكفرسون غرانت
مارغريت ماكفرسون غرانت (بالإنجليزية: Margaret Macpherson Grant)‏ (و. 1834 – 1877 م) هي فاعلة خير بريطانية، ولدت في Moray ‏، توفيت عن عمر يناهز 43 عاماً.